# Francisco Antonio María de Méan

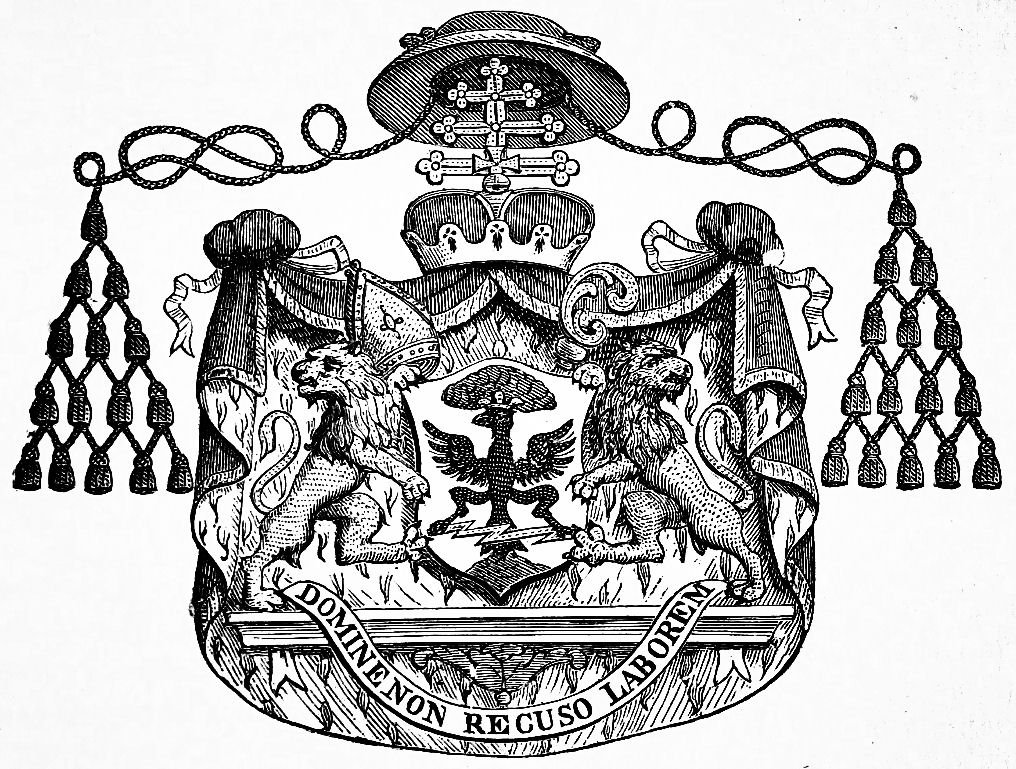

Francisco-Antonio-María de Méan (Saive 1756 - Malinas 1831): último Príncipe-obispo de Lieja y primer primado de Bélgica.

## Biografía
Nacido el 6 de julio de 1756 en el Castillo de Saive en Lieja, fue nombrado obispo auxiliar en 1785 por su tío el anterior príncipe-obispo César-Constantino-Francisco de Hoensbroeck.
Durante la Revolución francesa se inicia la Revolución de Lieja, hecho que obliga a Francia a intervenir en la contienda. 
Huyó a Düsseldorf, Ducado de Berg durante la ocupación de Lieja por el general general Dumouriez y regresó en 1793 tras la victoria austriaca en la batalla de Neerwinden. Tuvo que huir de nuevo el 24 de julio de 1794, ante una nueva ocupación francesa del principado que duró cerca de veinte años. 
Acabada la dominación de Francia, el Congreso de Viena en 1815 otorgó el territorio al nuevo Reino Unido de los Países Bajos. En 1830 con la Revolución belga, Lieja se incluye en el nuevo país. 
A menudo es apodado «de Malinas», porque fue arzobispo de Malinas desde el 28 de julio de 1817 hasta el día de su muerte, el 15 de enero de 1831.